# Japansk bambus
Japansk bambus (Pseudosasa japonica) er en mellemhøj, flerårig græsart med en busket og fladedækkende vækst. Skuddene er oprette til overhængende, og de er glatte og olivengrønne og fint prikkede med vedvarende bladskeder. Afstanden mellem knæene er stor, og der ses en tynd voksring under hvert knæ. Sideskuddene vokser enkeltvis ud fra knæene uden selv at forgrene sig. 
Bladene er aflangt lancetformede, op til 30 cm lange og 4 cm brede. De sidder 5-7 sammen ved enden af sideskuddene. Oversiden er skinnende og mørkegrøn, mens undersiden er sølvagtigt grågrøn. Blomstringen sker med meget lange mellemrum (senest i 1980'erne), og den består af sidestillede toppe, der består af mange småaks med reducerede, 3-tallige blomster. Frugterne er nødder ("korn").
Rodnettet består af krybende, underjordiske stængler og de mange, grove trævlerødder, der skyder frem fra deres knæ.
Højde x bredde og årlig tilvækst: 4,00 x 2,00 m (400 x 50 cm/år), heri dog ikke medregnet skud fra de krybende jordstængler.

## Hjemsted
Arten vokser på Keurusan bjerget i amtet Goseong-gun, som er en del af distriktet Gyeongsangnam-do i Sydkorea, hvor klimaet er mildt og kystpræget, og hvor den vokser i krat og lysninger sammen med bl.a. amursnabelkalla, japansk styraks, kinesisk ene, koreaavnbøg, Polygonatum humile (en art af konval), Rhamnus yoshinoi (en art af korsved), småbladet buksbom, Spiraea pruniflora (en art af spiræa), stivbladet el, thunbergkløverbusk, thunbergfyr og Weigela subsessilis (en art af klokkebusk)

## Anvendelse
De toårige stængler bliver stadigt anvendt til fremstilling af pile, beregnet til traditionel japansk bueskydning - kyudo. Planten bruges desuden som en kompakt, bunddækkende haveplante.
| Portal | Portal:Botanik |

## Note
1. ↑  Jong – Hwa Heo: A Study on the Relationship Between Vascular Plant and Forest Structure in Keurusan(Mt.) (Webside ikke længere tilgængelig) (engelsk)